# Ressourceneffizienz
Ressourceneffizienz (englisch resource efficiency) ist in der Volkswirtschaftslehre und Umweltökonomik eine volkswirtschaftliche Kennzahl, die den Nutzen dem dafür erforderlichen Einsatz natürlicher Ressourcen gegenüberstellt. 

## Allgemeines
Innerhalb der Organisationstheorie wird unterschieden zwischen Markteffizienz, Ressourceneffizienz, Delegationseffizienz und Prozesseffizienz. Ressourceneffizienz wird dabei als die Intensität der Nutzung von Ressourcen der Potenzialfaktoren (Personal, technische Anlagen und immaterielle Ressourcen) verstanden. Natürliche Ressourcen sind in diesem Sinne Personal, Energie, Maschinen und Rohstoffe (nachwachsende und nichterneuerbare Rohstoffe). 
Im umweltwissenschaftlichen Sprachgebrauch ist mit Ressourceneinsatz der Einsatz von natürlichen Ressourcen gemeint.

### Ressourcenintensität
Die Ressourcenintensität wird in den Umweltwissenschaften als der Kehrwert der Ressourceneffizienz und damit als Verhältnis von Ressourceneinsatz zu dem daraus erzielten Nutzen oder dem damit erzielten Ergebnis definiert.

## Ermittlung
Zur Ermittlung der Ressourceneffizienz {\displaystyle R_{E}} wird dem Nutzen {\displaystyle U} der Einsatz der für den Nutzen erforderlichen Ressourcen {\displaystyle R} gegenübergestellt:
{\displaystyle R_{E}={\frac {\text{U}}{\text{R}}}}.
Benötigt beispielsweise ein Unternehmen zur Produktion einer Ware drei Arbeitskräfte und zwei Rohstoffe, so kann die Ressourceneffizienz verbessert werden, wenn lediglich zwei Arbeitskräfte bei gleichbleibender Rohstoffmenge eingesetzt werden müssen. In dieser Form ist die Ressourceneffizienz mit der Arbeitsproduktivität vergleichbar. Noch bedeutsamer ist der sparsamere oder schonendere Verbrauch von Rohstoffen im Sinne einer nachhaltigen Entwicklung (englisch sustainable development) bei gleichbleibender Zahl der Arbeitskräfte. Das Niveau der Ressourceneffizienz wird insgesamt verbessert, wenn der Einsatz beider Faktoren verringert werden kann.
Bezieht sich Ressourceneffizienz auf Produkte, kann sie entlang des Lebenszyklus mit Hilfe geeigneter Maßnahmen verbessert werden. Beispiele sind Leichtbau und Miniaturisierung bereits beim Produktdesign, Einsparungen von Rohstoffen während der Fertigung, Reduktion von Verbrauchsmaterial in der Nutzungsphase sowie die Möglichkeit der sortenreinen Trennung und Rückführung der Materialien in die technischen oder natürlichen Kreisläufe.

## Volkswirtschaftslehre
Der Direct Material Input (DMI) berechnet sich aus der Gesamtmasse der im Inland gewonnenen abiotischen Rohstoffe sowie der importierten Rohstoffe, Halb- und Fertigerzeugnisse (gerechnet ab Grenze). Der DMI war Grundlage für den Indikator der Rohstoffproduktivität (der Quotient von BIP und Rohstoffeinsatz), der von der Bundesregierung im Rahmen ihrer Nachhaltigkeitsstrategie im April 2002 eingeführt wurde. Da sich viele importierte Rohstoffe und Güter auch in Exportgütern wiederfinden, kann der DMI das Konsumniveau nur unvollkommen abbilden. Deshalb werden bei der Domestic Material Consumption (DMC) die Exporte abgezogen. Auf europäischer Ebene ist die Verwendung des DMC üblich. 
Ein wesentlicher Kritikpunkt an der Verwendung dieser Indikatoren ist, dass damit eine Verlagerung von Ressourcenaufwendungen ins Ausland missverständlich als Fortschritt abgebildet wird. Denn die Primärmaterialaufwendungen, die mit der Herstellung von importierten Halb- und Fertigwaren einhergehen, werden nicht mitberücksichtigt.

## Erhöhung der Ressourceneffizienz als politisches Ziel
Spätestens seit der Studie Die Grenzen des Wachstums aus dem Jahre 1972 ist bekannt, dass die massive Ausbeutung der Ressourcen – insbesondere vor dem Hintergrund der Überflussgesellschaft – erhebliche Auswirkungen auf die Biosphäre und letztlich auf den Menschen hat. Etliche Studien zu den globalen Umweltveränderungen, die bis heute angefertigt wurden, bekräftigen diese Aussage.
Die Notwendigkeit zur Erhöhung der Ressourceneffizienz mit dem Ziel der Entkopplung der wirtschaftlichen Leistung vom Umweltverbrauch wurde Anfang der 1990er Jahre von Wissenschaftlern formuliert. So schlug Friedrich Schmidt-Bleek für Industriestaaten einen Faktor 10 der langfristigen Verminderung des Ressourcenverbrauchs vor und Ernst Ulrich von Weizsäcker einen Faktor 4 zur Erhöhung der Ressourcenproduktivität.
Das Ziel der Entkopplung der Wirtschaftsleistung vom Ressourceneinsatz wurde in der Folge auch in Politikstrategien verankert. Die deutsche Bundesregierung hat sich in der nationalen Nachhaltigkeitsstrategie unter anderem dazu verpflichtet, die Rohstoffproduktivität, d. h. den gesamtwirtschaftlichen Einsatz von abiotischen Primärmaterialien im Verhältnis zum BIP, bis 2020 gegenüber dem Stand von 1994 zu verdoppeln. Daneben enthält die Strategie weitere Indikatoren zur Nutzung und zum Zustand natürlicher Ressourcen in Deutschland, unter anderem für die Energieproduktivität, die Flächeninanspruchnahme und die Artenvielfalt. Im Februar 2012 hat die Bundesregierung das Deutsche Ressourceneffizienzprogramm (ProgRess) verabschiedet. Dieses fokussiert auf die effiziente Nutzung von nicht energetisch genutzten abiotischen Rohstoffen. In ProgRess ist die Absicht verkündet, künftig sowohl die indirekten Materialkosten der Importe als auch ungenutzte Extraktion von Primärmaterial im In- und Ausland bei der Berechnung der Rohstoffproduktivität zu berücksichtigen.
Auf europäischer Ebene zielen die 2005 vorgelegte Thematische Strategie für eine nachhaltige Nutzung natürlicher Ressourcen sowie die Leitinitiative für ein ressourcenschonendes Europa und der Fahrplan für ein ressourcenschonendes Europa auf die Erhöhung der Ressourceneffizienz und Ressourcenschonung. Die Europäische Kommission nutzt dabei einen weiten Ressourcenbegriff, der auch Ökosystemleistungen, die Umweltmedien Wasser, Boden, Luft und Biodiversität umfasst.
Begründungszusammenhänge für die Erhöhung der Ressourceneffizienz sind:
- Die Vermeidung von Versorgungslücken (technisch-ökonomische Verfügbarkeit bestimmter Rohstoffe);
- die Hebung von Marktpotenzialen und Wettbewerbsvorteilen für Ressourceneffizienztechnologien im Sinne einer ökologischen Modernisierung der Wirtschaft;
- die Verminderung negativer Umwelteffekte, die aus der Gewinnung und Verarbeitung der Rohstoffe, der Fertigung der Halb- und Fertigwaren, der Nutzung der daraus erzeugten Produkte und deren Entsorgung resultieren und damit
- die Einhaltung planetarer Tragfähigkeitsgrenzen sowie
- die Bewahrung von natürlichen Ressourcen für die zukünftigen Generationen.

## Wirtschaftliche Aspekte
Der Nutzen kann beim Verbraucher in Form eines Produktes oder einer Dienstleistung entstehen. Je geringer der dafür nötige Input an natürlichen Ressourcen oder je höher der Nutzen des Produktes bzw. der Dienstleistung ist, desto höher ist die Ressourceneffizienz. Wird bei gleichbleibendem Nutzen der Verbrauch an Ressourcen durch Kostensenkung oder Energiesparen gemindert, entsteht eine günstigere Ressourceneffizienz. Die Ressourceneffizienz nimmt dagegen ab, wenn ein Mehrproduktunternehmen über eine breite Palette heterogener Produkte durch Diversifikation verfügt, die jeweils spezifische Ressourcen erfordern.
Die Flusskostenrechnung (FKR) ist eine material- und energieflussbezogener Kostenrechnung und erlaubt Aussagen zur Ressourceneffizienz. Ziel der FKR ist mithin ein effizienter und reduzierter Material- und Energieeinsatz.
Die Erhöhung der Ressourcenproduktivität führt nicht zwangsläufig zu einer absoluten Senkung des Ressourceneinsatzes. Sofern die Wirtschaftsleistung stärker zunimmt als die Effizienzsteigerungen im Ressourceneinsatz, kommt es absolut zu einem Mehrverbrauch an Ressourcen. Dies wird als Rebound-Effekt bezeichnet. Die absolute Senkung des Ressourcenverbrauchs ist aber notwendig, weil nur so für alle Menschen weltweit und für die zukünftigen Generationen eine faire Teilhabe an der Nutzung der natürlichen Ressourcen gewährleistet werden kann. Eine solche Begrenzung soll durch Suffizienzpolitik erreicht werden. Auch Commoning als Praxis des Teilens von Gebrauchsgegenständen, um deren Nutzungsauslastung zu erzielen, wird als Mittel zur Ressourcenschonung ohne Rebound-Effekt diskutiert.